# Pietro Toldo
Pietro Toldo (* 1860; † 14. Februar 1926) war ein italienischer Romanist und Komparatist.

## Leben
Toldo lehrte zuerst an der Universität Turin. Dann war er an der Universität Bologna von 1913 bis 1918 außerordentlicher Professor und anschließend bis zu seinem Tod ordentlicher Professor  auf dem für ihn begründeten ersten Lehrstuhl für französische Literatur.

## Werke
- Figaro et ses origines, Mailand 1893
- Contributo allo studio della novella francese del XV e XVI secolo considerata specialmente nelle sue attinenze con la letteratura italiana. Les Cent nouvelles nouvelles. Heptaméron. Les Comptes du monde adventureux. Le Grand parangon des nouvelles nouvelles. Les Joyeux devis, Rom 1895, Genf 1970
- Elementi di grammatica storica della lingua francese, Turin 1899
- Etudes sur le théâtre comique français du Moyen âge et sur le rôle de la nouvelle dans les farces et dans les comédies, Turin/Rom 1902
- (mit Romeo Romei) Grammatica della lingua francese con note filologiche per le scuole medie e superiori, Turin 1905, 1911, 1917, 1919, 1923
- (mit Romeo Romei) Compendio della grammatica francese per le scuole medie, Turin 1905, 1920, 1940
- Le commerçant italien en France. A l'usage des instituts techniques, des écoles moyennes, des écoles superieures de commerce et des commerçants, Turin 1908, 1919
- L'oeuvre de Molière et sa fortune en Italie, Turin  1910